# Chi Cygni
Chi Cygni (χ Cygni / χ Cyg) este o stea din constelația Lebăda, situat la circa 500 de ani-lumină (a.l.) de Pământ. Este o stea variabilă de tip Mira a cărei magnitudine aparentă vizuală variază foarte mult, între 3,3 și 14,2, potrivit unei perioade de de circa 400 de zile. Variabilitatea sa a fost pusă în evidență, pentru prima oară, în 1686.
χ Cygni este o stea din ramura gigant asimptotică, adică este o gigantă roșie foarte rece și luminoasă, apropiindu-se de sfârșitul vieții sale.  Este o stea de tip spectral S.

## Istorie

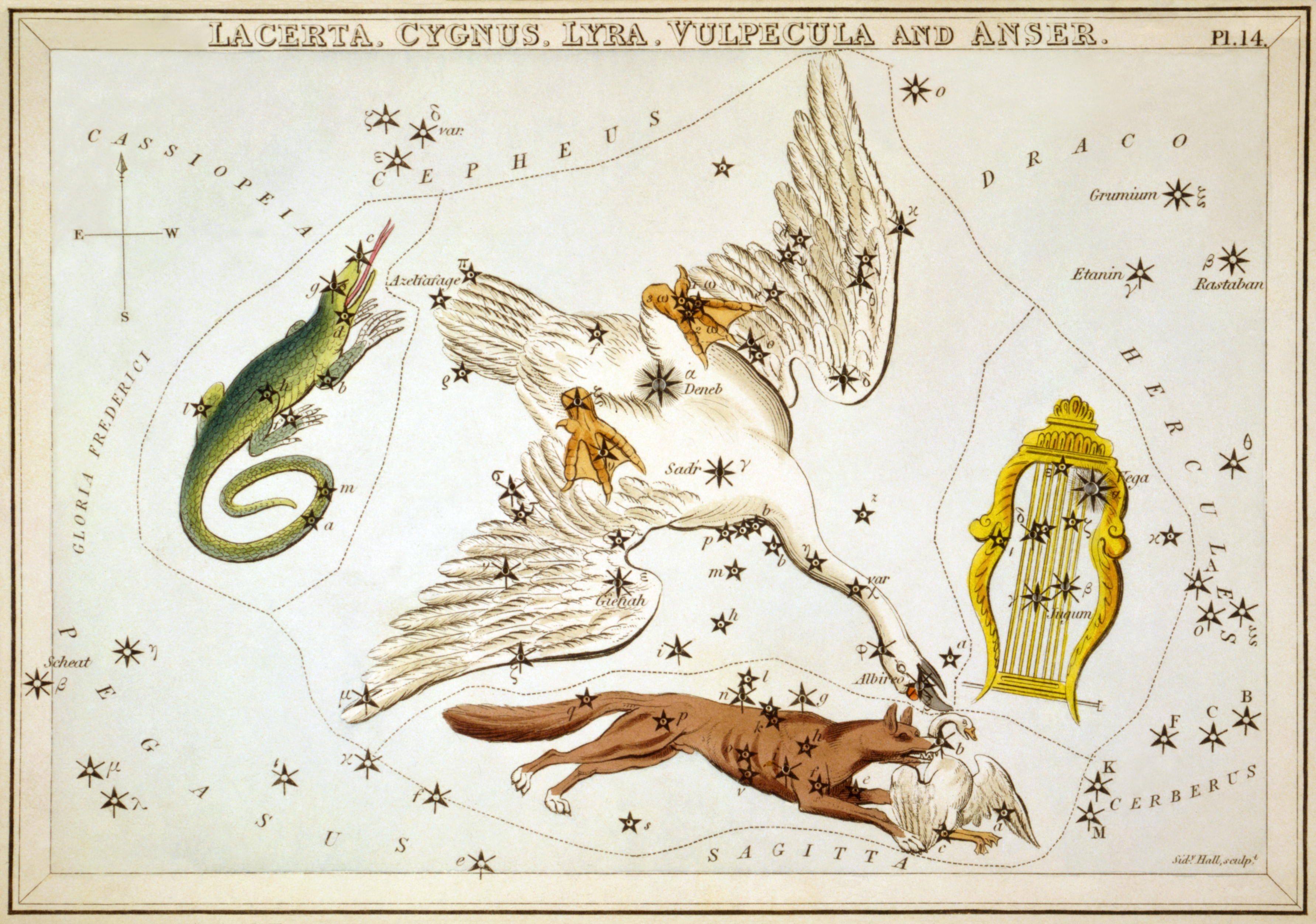
Ilustrație a constelației Lebăda în Urania's Mirror, în care χ este marcată ca fiind variabilă.

Flamsteed a înregistrat că steaua 17 Cygni corespundea cu χ Cygni din descrierea lui Bayer. Se pare că χ nu era vizibilă în acel moment, dar nu mai există informații despre aceasta și contradicția a fost scoasă la lumină abia în 1816. Bayer a înregistrat χ Cygni ca fiind o stea de magnitudine aparentă 4, când se pare că se apropia de luminozitatea maximă.
Astronomul Gottfried Kirch a descoperit variabilitatea stelei χ Cygni în 1686. În timp ce făcea cercetări în această regiune a cerului pentru a observa Nova Vulpeculae, el a remarcat că steaua marcată « χ » în Uranometria lui Bayer lipsea. A continuat să supravegheze această regiune a cerului, iar la data de 19 octombrie 1686, el a înregistrat-o cu magnitudinea 5.
Kirch considera χ Cyg ca fiind o variabilă regulată având o perioadă de 404,5 zile, însă a constatat rapid că perioada și amplitudinea variau amândouă considerabil, de la un ciclu la altul, după cum nota Thomas Dick în 1842.
Steaua nu a fost observată decât sporadic până în secolul al XIX-lea. Argelander și Schmidt au observat steaua în continuu din 1845 până în 1884. Erau atunci primele serii de observații care arătau minimele în cursul variațiilor luminozității. Apoi, după începutul secolului al XX-lea, χ Cyg a fost urmărită în continuu de o multitudine de observatori.